# Jaume Gassull i Almenar
Jaume Gassull i Almenar, més conegut pel nom de ploma de Jaume Gassull o Jaume Gaçull, (Regne de València, segle xv – Regne de València, abans de 1515) fou un poeta valencià.

## Biografia[3]
Son pare, Andreu Gassull, que havia sigut conseller i secretari d'Alfons el Magnànim i havia acompanyat el monarca a Nàpols, es va casar en segones noces amb Isabel d'Almenar, amb la qual tingué tres fills: Jaume, Beatriu i Andreu, dels quals Andreu era segurament el primogènit. Prèviament, el pare havia estat casat amb Aldonça, amb qui tenia una filla.
Se sap ben poc de la vida de Jaume Gassull i la majoria de coses que es coneixen són equivocades. Segurament no es casà, ja que no se li han trobat capitulacions matrimonials, a diferència dels seus germans i la seua germanastra. Consta com un els cavallers als quals la ciutat nomenà en 1487 per a guardar-ne un dels accessos, la porta de Quart, amb motiu d'una pesta. Més avant, en 1507, se li torna a fer el mateix encàrrec a causa d'una altra pesta. També se sap que intervingué en una operació mercantil amb safrà…
Algunes de les seues obres més reconegudes són les següents:
- La brama dels llauradors de l'horta de València contra lo venerable mossén Fenollar (c. 1490)
- La vida de Santa Magdalena en cobles (1496)
- Lo procés de les olives (amb Bernat Fenollar i quatre contertulians) (1497)
- Lo somni de Joan Joan (1497)
- Al reverend Mossén Fenollar, com a procurador d'en moreno